# 今井豊
今井 豊（いまい ゆたか、1956年9月25日 - ）は、日本の政治家。
大阪府議会議員（5期）、貝塚市議会議員（3期）、大阪維新の会副代表、大阪維新の会幹事長（第2代）、大阪府議会議長（第109代）などを務めた他、（旧）日本維新の会副代表、維新の党副代表、日本維新の会副代表といった国政政党の主要ポストも歴任した。

## 来歴
大阪府貝塚市出身。貝塚市立東小学校、貝塚市立第二中学校、大阪府立佐野高等学校、奈良大学を卒業。
1991年、貝塚市議会議員に初当選。以降3期連続当選し、1999年5月17日から2000年5月19日まで貝塚市議会議長を務める。
2003年、大阪府議会議員選挙に貝塚市選挙区から無所属で出馬し初当選。部落解放同盟の組織内候補であった。
会派「無所属府民クラブ」に所属し政務調査会長を務める。
2004年、会派「主権おおさか」を設立し、2005年4月より副幹事長。その後「府民ネットおおさか」へ改組し、2006年5月より幹事長。
2007年4月、大阪府議会議員選挙で再選し、同年5月より大阪府議会自民党議員団に加入。
2009年、自民党大阪府議団から独立し、松井一郎（八尾市）・浦野靖人（松原市）・井上哲也（吹田市）らとともに6人で、橋下徹（当時府知事）を支持する新会派「自民党・維新の会」を創設、代表へ就任した。
2010年、地域政党「大阪維新の会」の結党に参加し、副代表へ就任。
2011年、大阪府議会議員選挙で3選。大阪維新の会大阪府議会議員団の代表代行兼幹事長となる。
2012年、府議団代表代行を降りるが、国政政党「日本維新の会」の結党へ参加。当初より副代表へ就任し、分党後維新の党設立に伴う解党に至るまで歴任した（一時期は平沼赳夫や松野頼久との共同副代表制）。
2014年、会派「大阪維新の会・みんなの党」都構想推進大阪府議会議員団幹事長となる。また維新の党設立に際しては副代表へ引き続き就任した。
2015年、大阪府議会議員選挙で4選。5月28日に開かれた定例会の議長選挙では公明党が白票を投じたことが影響し、自民党の岩見星光候補を破って第109代大阪府議会議長に就任。
同年10月、橋下徹・松井一郎らの結成する新党「おおさか維新の会」への参加を表明し、維新の党から除籍された。
12月12日、橋下の政界引退に伴う大阪維新の会の役員人事で幹事長の松井が党代表に就任、今井は松井の後任として同党幹事長となったほか、同月におおさか維新の会の副代表に就任。2017年5月26日、議長を辞任した。
2020年11月21日、2度目となる大阪都構想の住民投票が否決されたことを受け松井が大阪維新の会の代表を辞任し、吉村洋文大阪府知事が新代表に就任。今井については党内で続投を求める声も根強く存在したが、刷新感を打ち出す狙いで松井とともに退任し、副代表に復帰。後任の幹事長には横山英幸大阪府議が就いた。
2021年8月25日、貝塚市長の藤原龍男から違法献金を受け取っているとデイリー新潮が報じた事を受け、同日付で日本維新の会および大阪維新の会に離党届を提出、翌26日、大阪府議会議員を辞職した。両党は一度は離党届を受理したが、同月27日の党紀委員会および役員会で離党届の受理を取り消し、両党から除名処分となった。当初、今井自らが新潮の取材に対し「ほんまはもっと大事なことがある。貝塚市長が内緒の金、ウチに持ってきたんや。闇献金。トータル100（万円）」などと述べていたが、その後は一転して違法性を否定するようになり、代理人を務める橋下綜合法律事務所（代表・橋下徹）は「金銭は個人ではなく、今井氏側政治団体での授受であると評価すべきもので、本人の認識も同様だ」「今後は政治資金収支報告書において適切に訂正記載を行う」などと回答。今井は「現在は府議の職を辞し、一私人の立場になっている。客観的資料に基づく確認作業も困難」などとして当面は記者会見を開かない意向を示した。
今井は100万円のうち法定保存期間（3年）が経過していない50万円について政治資金収支報告書に記載し、大阪府選挙管理委員会に提出した。その後今井は除名処分撤回を求める嘆願書を党に提出し、党は記載により違法状態は解消されたと判断し、「本人の名誉回復のため」として2022年3月30日付で処分を撤回した。今井は「政治家に戻るつもりはない」と話し、復党も否定した。
4月5日、大阪維新の会代表の吉村は、今井の復党について、本人の復党の意思も無いとした上で「大阪維新の会としては認めない。僕が代表をしている限りはない」と述べた。

## これまでの役職
議会
- 貝塚市議会議長
- 大阪府議会議長
- 大都市制度（特別区設置）協議会会長
- 府議会日中友好親善議員連盟会長[25]

党職
- 大阪維新の会副代表
- 大阪維新の会幹事長
- 旧日本維新の会副代表
- 維新の党副代表
- 日本維新の会副代表

社会活動
- 部落解放同盟貝塚支部支部長[26]
- ティグレフォーラム参与[27]
- 中国大連市名誉市民[25]